# 니시나카스지촌
니시나카스지촌(일본어: 西中筋村)은 일본 교토부 아마타군에 설치되었던 촌이다. 현재의 후쿠치야마시에 해당한다.